# شیری اپلبی
شیری اپلبی (انگلیسی: Shiri Freda Appleby؛ زاده ۷ دسامبر ۱۹۷۸) یک هنرپیشه اهل ایالات متحده آمریکا است. وی از سال ۱۹۸۵ میلادی تاکنون مشغول فعالیت بوده‌است.

## گزیده فیلم‌شناسی
فهرست برخی از فیلم‌هایی که شیری اپلبی در آنها به ایفای نقش پرداخته است:
- طبقه سیزدهم
- جنگ چارلی ویلسون
- نبرد شیکر هایتس
- جای تو یا جای من
- جریان نهفته
- زمان کشتن
- دعاهای خانوادگی
- بخش فوریت‌های پزشکی (مجموعه تلویزیونی)